# Die Simpsons/Staffel 3
Die dritte Staffel der US-amerikanischen Zeichentrickserie Die Simpsons wurde erstmals vom 19. September 1991 bis zum 27. August 1992 auf dem US-amerikanischen Sender Fox gesendet. Die deutschsprachige Erstausstrahlung sendete das ZDF vom 5. Januar 1993 bis zum 15. Februar 1993. Eine Ausnahme ist die Folge Der vermisste Halbbruder, die erst später synchronisiert und vom Privatsender ProSieben zum ersten Mal ausgestrahlt wurde.

## Figuren
| Figur                          | Originalsprecher | Synchronsprecher   |
| ------------------------------ | ---------------- | ------------------ |
| Homer Simpson                  | Dan Castellaneta | Norbert Gastell    |
| Marge Simpson                  | Julie Kavner     | Elisabeth Volkmann |
| Bart Simpson                   | Nancy Cartwright | Sandra Schwittau   |
| Lisa Simpson                   | Yeardley Smith   | Sabine Bohlmann    |
| Maggie Simpson                 | Nancy Cartwright | Sabine Bohlmann    |
| ► Synchronisation der Simpsons |                  |                    |

## Entwicklung und Produktion
Al Jean und Mike Reiss, die bereits in den ersten beiden Staffeln als Drehbuchautoren für die Serie fungierten, übernahmen die Rolle der Showrunner zur dritten Staffel. Zuvor hatte sich der bisherige Showrunner Sam Simon über seinen damaligen Kollegen Matt Groening beschwert, da er empfand, dass Groening zu viel Lob von der Presse erhielt. Auch ein Streit mit Gracie Films war ein Grund des Ausstiegs von Simon. Nach eigenen Angaben verspürten die beiden Neuen bei ihren Aufgaben als Showrunner wesentlich mehr Druck, als noch zu Zeiten, in welchen sie als Drehbuchautoren arbeiteten. Aufgrund der erfolgreichen Zusammenarbeit führten Jean und Reiss ihre Zusammenarbeit in der vierten Staffel der Serie fort. Jean selbst kehrte nach mehreren Jahren Abwesenheit zur 13. Staffel als Showrunner zurück. Zwar wurden die Episoden Krise im Kamp Krusty und Bühne frei für Marge zur Zeit der Produktion der dritten Staffel produziert, jedoch legte man sie als Folge 1 und 2 der vierten Staffel fest. Dagegen waren die Episoden Die Geburtstagsüberraschung und Ein Fluch auf Flanders schon von den Vorgängern James L. Brooks, Matt Groening und Sam Simon produziert worden.
Carlos Baeza und Jeffrey Lynch waren für mehrere Episoden der Staffel als Regisseure verantwortlich. Alan Smart, der eigentlich als Regieassistent tätig ist, führte bei der Episode Das Erfolgsrezept Regie; dies war auch die bisher einzige Folge der kompletten Serie, bei der er als Regisseur tätig war. Weitere Regisseure, die jeweils nur eine Episode anleiteten, waren Robert Cohen, Howard Gewirtz, Ken Levine und David Isaacs. Bill Oakley und Josh Weinstein, die später in der siebten und achten Staffel ausführende Produzenten wurden, übernahmen in der dritten Staffel auch die Aufgaben der Drehbuchautoren, da die bisherigen Hauptautoren Jay Kogen und Wallace Wolodarsky ihren Ausstieg aus der Serie verkündet hatten. Auch die Reihenfolge des neuen Vorspanns wurde in der dritten Staffel eingeführt.
Die Staffelpremiere erfolgte mit der Episode Die Geburtstagsüberraschung, in der Michael Jackson einen Gastauftritt absolvierte. Er sprach dabei die Rolle des Leon Kompowsky, wobei Hank Azaria die tiefe Stimme des Charakters übernahm und Kipp Lennon für den Gesangspart zuständig war. Einer von Jacksons Bedingungen für die Gastrolle war, dass er unter einem Pseudonym verzeichnet wird, so wurde er dann in der Episode als John Jay Smith betitelt.
Am 30. Januar 1992 erwähnte der damalige US-Präsident George H. W. Bush in einer Rede:

“We are going to keep on trying to strengthen the American family, to make American families a lot more like the Waltons and a lot less like the Simpsons.”

„Wir werden weiter versuchen, die amerikanische Familie zu stärken, um amerikanische Familien viel mehr wie die Waltons zu machen und viel weniger wie die Simpsons.“

Daraufhin entschieden sich die Autoren der Serie, dass sie auf diese Rede mit einem Antwortvideo reagieren wollen. Sie veröffentlichten am 30. Januar 1992 eine Neuauflage der Staffelpremiere Die Geburtstagsüberraschung, in der die Simpsons-Familie am Anfang gemeinsam vor dem Fernseher sitzt und sich dabei die Rede von Bush ansieht. Bart Simpson reagiert dabei mit den Worten: „Hey, wir sind genauso wie die Waltons. Wir beten auch für ein Ende der Krise“.
Der Wunderschläger ist die erste Folge, in der mehrere Gaststars auftreten. Die Idee dazu stammt von Sam Simon, der eine Episode gefüllt von Major-League-Baseball-Spielern schaffen wollte. Er schaffte es schließlich, neun Profibaseballer zu locken, die in einem Abstand von ca. einem halben Jahr alle ihre jeweiligen Charaktere einsprachen. Neben diesen wurden auch viele Charaktere eingeführt, die in vielen späteren Episoden eine erweiterte Rolle spielen. Dazu zählen Küchenhilfe Doris Peterson, Fat Tony, Legs und Louie, Rabbi Hyman Krustofski, Lurleen Lumpkin und Kirk und Luann van Houten.
Die dritte Staffel ist die letzte der Simpsons-Staffeln, die von der Firma Klasky Csupo produziert wurden. Die Produzenten von Gracie Films entschieden sich, ab sofort mit Film Roman zusammenarbeiten zu wollen. Sharon Bernstein von der Los Angeles Times schrieb, dass die Führungskräfte von Gracie Films unzufrieden mit der Arbeit von Klasky Csupo waren und sich so entschieden haben, Film Roman als neuen Produktionspartner zu engagieren.

## Episoden
| Nr. (ges.) | Nr. (St.) | Deutscher Titel                 | Originaltitel                     | Erstausstrahlung (USA) | Deutschsprachige Erstausstrahlung (D) | Regie                     | Drehbuch                                                                   | Prodc. |
| --- | --------- | ------------------------------- | --------------------------------- | ---------------------- | ------------------------------------- | ------------------------- | -------------------------------------------------------------------------- | ------ |
| 36 | 1         | Die Geburtstagsüberraschung     | Stark Raving Dad                  | 19. Sep. 1991          | 5. Jan. 1993                          | Rich Moore                | Al Jean & Mike Reiss                                                       | 7F24   |
| Da Lisa in zwei Tagen acht Jahre alt wird, weckt sie morgens Bart, um ihn zu bitten, dass er sie dieses Jahr endlich einmal beschenkt. Bart verspricht ihr dies, um sie aus seinem Zimmer zu bekommen. Da Bart seine rote Kappe in die weiße Wäsche gelegt hat, muss Homer mit einem pinken T-Shirt zur Arbeit fahren. Dort wird er von Mr. Burns aufgrund seines T-Shirts als anarchistischer Freidenker wahrgenommen und infolgedessen zu einem psychologischen Test gezwungen. Homer lässt den Test aus Faulheit von Bart ausfüllen. Dessen Antworten bringen Mr. Burns dazu, Homer in ein Irrenhaus zu stecken. Dort wird er aufgrund eines Ausrasters bei einem Rorschachbild, welches Bart ähnelt, für verrückt erklärt. Im Irrenhaus trifft er auf einen großen weißen Insassen, der sich für Michael Jackson hält. Dies glaubt ihm Homer, da er Michael Jackson nicht kennt. Da Homer zu feige ist, zu Hause anzurufen, übernimmt dies der falsche Michael Jackson für ihn. Er erzählt Bart, dass sein Vater mit ihm in einem Irrenhaus ist. Als Marge Homer besuchen kommt, erzählt sie dem Personal, dass Bart existiere und Homers Sohn sei. Daraufhin erklären sie Homer für nicht verrückt und lassen ihn frei. Vom falschen Michael Jackson erfährt er, dass dieser nur freiwillig im Irrenhaus ist. Daraufhin lädt Homer ihn ein, mit zu ihm nach Springfield zu kommen. Währenddessen feiert Lisa zu Hause alleine mit Maggie ihren Geburtstag. Homer telefoniert vom Irrenhaus aus mit Bart und erzählt ihm, dass Michael Jackson bei ihnen ein paar Tage bleiben wird und er niemanden davon erzählen soll. Bart widersetzt sich dem und erzählt Milhouse, dass Michael Jackson zu ihm kommen wird. Dieser erzählt es weiter, bis es die ganze Stadt weiß, woraufhin sich lauter Schaulustige vor dem Haus der Simpsons sammeln. Als der falsche Michael Jackson bei den Simpsons auftaucht, erkennt die Stadt, dass es sich nicht um den echten Michael Jackson handelt und verschwindet wieder. Lisa erklärt Bart, dass nicht nur die Bewohner Springfields von ihm enttäuscht seien, auch sie sei enttäuscht von ihm, da er wieder kein Geburtstagsgeschenk für sie habe. Daraufhin schreibt sie auf einen Zettel, dass sie und Bart nur noch dem Namen nach Geschwister sind. Der falsche Michael Jackson bekommt dies mit und spricht daraufhin mit Bart. Er schlägt ihm vor, ein Lied für Lisa zu schreiben. Dies machen sie dann auch gemeinsam und führen es am nächsten Tag vor Lisa auf. Lisa ist begeistert und vergibt Bart. Der falsche Michael Jackson erklärt daraufhin, dass sein Name eigentlich Leon Kompowsky ist und verschwindet. Die Szenen im Irrenhaus sind an den Film Einer flog über das Kuckucksnest angelehnt. Gaststars: Michael Jackson und Kipp Lennon |           |                                 |                                   |                        |                                       |                           |                                                                            |        |
| 37 | 2         | Einmal Washington und zurück    | Mr. Lisa Goes to Washington       | 26. Sep. 1991          | 12. Jan. 1993                         | Wes Archer                | George Meyer                                                               | 8F01   |
| Homer bekommt eine Gratisausgabe des Reader’s Digest, welche ihn erstmals zum Lesen bringt. Er ist von dem Magazin so fasziniert, dass er sich nur noch damit beschäftigt. Darin befindet sich unter anderem ein Hinweis auf einen Vorentscheid eines Essaywettbewerb mit dem Thema „Fanatisch Pro Amerikanisch“ für Kinder, dessen Hauptveranstaltung in Washington, D.C. stattfindet, wobei für die Familien der Vorentscheidgewinner alle Kosten übernommen werden. Lisa soll für die Simpsons diesen Vorentscheid gewinnen, was ihr auch gelingt. Zur Belohnung darf sie mit ihrer Familie nach Washington reisen. Dort erhalten die Simpsons spezielle VIP-Pässe und nehmen an einer historischen Stadtführung teil. Dabei treffen sie sich im Weißen Haus mit dem Politiker Bob Arnold. Am Morgen des Wettbewerbs geht Lisa zu einem wenig bekannten Denkmal und bekommt zufällig mit, dass Bob Arnold Schmiergeld von einem Geschäftsmann annimmt, damit der Wald von Springfield abgeholzt wird. Dadurch erschüttert ändert Lisa ihr Essay, welches sie beim Hauptwettbewerb vortragen wollte und klagt daraufhin die Korruption in Washington und bei Bob Arnold öffentlich an. Ein Mitglied der Jury befürchtet, eine junge Bürgerin könnte das Vertrauen in die Demokratie verlieren und benachrichtigt einen Senator, der das F.B.I. informiert. Als Folge dessen wird Bob Arnold vom F.B.I. überwacht und mit einem Trick überführt. Durch die Falle des F.B.I. wird er erwischt, wie er Schmiergeld dafür annimmt, dass er erlaubt, dass in Theodore Roosevelts Kopf am Mount Rushmore nach Öl gebohrt werden darf. Lisa gewinnt den Wettbewerb zwar nicht, wird jedoch vom Gewinner gewürdigt aufgezeigt zu haben, dass die Freiheit von Amerika jeden Tag hart erkämpft werden muss. |           |                                 |                                   |                        |                                       |                           |                                                                            |        |
| 38 | 3         | Ein Fluch auf Flanders          | When Flanders Failed              | 3. Okt. 1991           | 13. Jan. 1993                         | Jim Reardon               | Jon Vitti                                                                  | 7F23   |
| Ned Flanders veranstaltet eine Barbecue-Party bei ihm im Garten, zu der er die Familie Simpson einlädt. Homer bleibt jedoch aus Hass und Neid gegenüber Ned zu Hause, während der Rest der Familie zu den Flanders geht. Homer wird jedoch vom Grillgeruch angezogen, sodass er doch noch beim Barbecue erscheint. Dort verkündet Ned, dass er seinen Job in der Pharmaindustrie kündigt, um das „Linkshändrium“ zu eröffnen, einen Laden der speziell auf Kunden, die Linkshänder sind ausgerichtet ist. Als Ned mit Homer einen Wunschknochen zerbricht, bei welchem der Wunsch der Person mit dem größeren Stück Knochen in Erfüllung gehen soll, wünscht sich Homer, der das größere Knochenstück abbricht, dass Neds Laden pleitegeht. Marge macht sich währenddessen Sorgen, dass Bart zu viel fernsieht. Durch eine Fernsehwerbung interessiert sich Bart für Karate und Marge erlaubt ihm daraufhin, an einem Karate-Kurs im Springfield-Shopping-Center teilzunehmen. Nachdem Homer Bart zum Kurs gebracht hat, geht er noch zum nahe gelegenen „Linkshändrium“ und erfährt dort, dass Ned bisher noch keine Verkäufe getätigt hat. Bart gefällt der Karate-Kurs nicht, da er erst einmal viel lesen soll und ihm nicht sofort beigebracht wird, wie er jemanden verprügeln kann. Er verlässt den Kurs und geht daraufhin in eine Videospielhalle. Auch die weiteren Kursstunden schwänzt Bart. Obwohl Homer weiß, das Ned immer noch nichts verkauft hat, verschweigt er bei mehreren Gelegenheiten, bei denen sich Personen über Gegenstände, die nur für Rechtshänder sind, aufregen, dass es einen Laden für Linkshänder gibt, da er Ned pleitegehen sehen will. Aufgrund der finanziellen Situation ist Ned gezwungen bei einem Garagenverkauf persönliche Habseligkeiten zu verkaufen, so auch einen Großteil seiner Wohnzimmereinrichtung zu einem lächerlichen Preis an Homer. Währenddessen wird Lisa von den Schulhofrowdies bedroht, die ihr Saxophon stehlen wollen. Sie droht ihnen mit ihrem Bruder Bart, da dieser ja angeblich Karate kann. Bart versucht die Schläger mit Karategehabe zu täuschen, aber sie verprügeln ihn. Homer erfährt durch Zufall, dass Ned große Schulden hat. Als Ned tatsächlich seinen Laden schließen muss und auch sein Haus gepfändet wird, fühlt Homer sich schuldig. Er überredet ihn noch einen weiteren Tag geöffnet zu haben. Er informiert die ganze Stadt per Telefon, dass es einen Laden für Linkshänder gibt. Am nächsten Tag ist der Laden von Ned voller Leute. Neds Laden läuft und alle Kunden singen gemeinsam "Put on a Happy Face". Mehrere Elemente der letzten Szene unter anderem Neds und Mauds Kleidung sowie Homers Trinkspruch und die Sänger sind eine Hommage an das Ende des Films "Ist das Leben nicht schön?".       |           |                                 |                                   |                        |                                       |                           |                                                                            |        |
| 39 | 4         | Verbrechen lohnt sich nicht     | Bart the Murderer                 | 10. Okt. 1991          | 7. Jan. 1993                          | Rich Moore                | John Swartzwelder                                                          | 8F03   |
| Am Ende eines besonders schlechten Tages gerät Bart in einen Platzregen. Als er die Kontrolle über sein Skateboard verliert und eine Treppe herunterrast, bricht er durch die Tür des "Clubs für ehrenwerte Geschäftsmänner", der die getarnte Mafiakneipe von Springfields Mafiaboss Fat Tony und seinen Partnern Legs, Louie und Joey ist. Die Mafiosi sind von Barts dreistem Auftreten angetan und Bart bekommt einen Job als Barmixer. Marge ist allerdings von Barts Umgang nicht begeistert und bittet Homer einzugreifen. Homer sucht daraufhin die Mafiosi auf, findet sie jedoch sympathisch und bemüht sich auch noch um einen Job für Lisa. Als Fat Tony herausfindet, dass Rektor Skinner Bart nachsitzen lässt, besucht ihn Fat Tony mit seiner Gang. Am nächsten Tag ist Rektor Skinner verschwunden. Bart träumt, dass die Mafiosi Skinner ermordet haben und konfrontiert Fat Tony damit. Als die Polizei die Bar stürmt, behauptet Fat Tony, Bart sei ihr Boss, daher wird er wegen Mordes angeklagt, vor Gericht gestellt und ins Gefängnis geworfen. Unmittelbar vor Barts Verurteilung stellt sich heraus, dass Skinner für eine Woche in seinem eigenen Keller von einem Stapel Zeitungen verschüttet war und sich schließlich durch einen Trick selbst befreien konnte. Bart wird freigesprochen, allerdings beschließt er, nicht mehr für die Mafia zu arbeiten, weil er gelernt hat, dass sich Verbrechen nicht lohnt. Gaststars: Joe Mantegna und Neil Patrick Harris |           |                                 |                                   |                        |                                       |                           |                                                                            |        |
| 40 | 5         | Der Ernstfall                   | Homer Defined                     | 17. Okt. 1991          | 14. Jan. 1993                         | Mark Kirkland             | Howard Gewirtz                                                             | 8F04   |
| Bart ist entsetzt, als er erfährt, dass Milhouse ihn nicht zu seinem Geburtstag einlädt. Währenddessen hält Homer im Kraftwerk ein Nickerchen während seines Dienstes – nicht ahnend, dass sich eine Kernschmelze anbahnt. Er wird durch Alarmsirenen aufgeschreckt. Homer gerät in Panik, bewahrt aber das Kraftwerk per Zufall vor der Schmelze, indem er im Schaltraum einen Abzählreim bemüht und schließlich auf den übrig gebliebenen Knopf drückt. Er ist beschämt, als die anderen ihn als Helden feiern und er einen Glückwunsch-Anruf von Magic Johnson bekommt. Aristotle Amadopolis, der Besitzer des Kernkraftwerks von Shelbyville, lässt ihn eine Motivationsrede vor seinen Angestellten halten. Währenddessen findet Bart heraus, dass Milhouses Mutter nicht zulässt, dass sie sich treffen, weil Bart einen schlechten Einfluss auf Milhouse ausübt. Marge sucht das Gespräch mit der Mutter von Milhouse, die daraufhin ihren Sohn wieder mit Bart spielen lässt. Bei seiner Rede vor den Angestellten in Shelbyville findet Homer keine Worte, als wieder Alarmsirenen läuten – der Supergau steht bevor. Alle erwarten die Rettung von Homer, der aber keine Ahnung hat, was er tun soll. Erneut ermittelt er mit Hilfe des Abzählreims den richtigen Knopf und rettet die Lage – allerdings wissen jetzt alle, dass er einfach nur Glück hatte. Gaststars: Magic Johnson, Chick Hearn und Jon Lovitz |           |                                 |                                   |                        |                                       |                           |                                                                            |        |
| 41 | 6         | Der Vater eines Clowns          | Like Father, Like Clown           | 24. Okt. 1991          | 11. Jan. 1993                         | Brad Bird & Jeffrey Lynch | Jay Kogen & Wallace Wolodarsky                                             | 8F05   |
| Während eines Besuchs zum Abendessen bei den Simpsons, ist Krusty deprimiert anstatt wie erwartet fröhlich und lustig. Er enthüllt, dass sein Vater, Rabbi Hyman Krustofski, ihn enterbt und verstoßen hat, weil Krusty nicht der Familientradition gefolgt und Rabbiner geworden ist. Daraufhin versuchen Bart und Lisa, die beiden miteinander wieder zu versöhnen. Von Reverend Lovejoy, der mit Rabbi Krustofski eine wöchentliche Radiosendung moderiert, erhalten die Geschwister die Adresse des Rabbis. Sie besuchen ihn, aber der Rabbi leugnet die Existenz seines Sohnes und schlägt ihnen die Tür vor der Nase zu. Bart und Lisa geben nicht auf und stellen dem Rabbi bei verschiedenen Gelegenheiten nach, um dabei versöhnliche Passagen aus dem Talmund zu zitieren. Der Rabbi bleibt auch davon unbeeindruckt und hat immer ein passendes Gegenzitat zur Hand. Schließlich gelingt es Bart jedoch, mit einem inspirierenden Satz von Sammy Davis junior den Rabbi umzustimmen. Er und Krusty feiern Versöhnung in Krustys Sendung. Die Konstruktion der Geschichte, ein Rabbi, der seinem Sohn verbietet, Karriere als Unterhaltungskünstler zu machen, erinnert an den Film "Der Jazzsänger (1946)". Gaststar: Jackie Mason |           |                                 |                                   |                        |                                       |                           |                                                                            |        |
| 42 | 7         | Albträume                       | Treehouse of Horror II            | 31. Okt. 1991          | 18. Jan. 1993                         | Jim Reardon               | Al Jean, Mike Reiss Jeff Martin, George Meyer Sam Simon, John Swartzwelder | 8F02   |
| Nachdem Lisa, Bart und Homer an Halloween trotz Marges Warnungen zu viele Süßigkeiten essen, bekommt jeder von ihnen einen Albtraum: 1. Die Affenhand (Lisas Traum): Die Simpsons machen Urlaub in Marokko und Homer kauft auf einem Basar eine abgehackte Affenhand, die vier Wünsche erfüllen kann. Zuhause wünscht sich Maggie einen neuen Schnuller, Bart Reichtum und Ruhm und Lisa den Weltfrieden. Allerdings nutzen die Außerirdischen Kang und Kodos die Hilflosigkeit der pazifistischen Erde aus, erobern sie und versklaven die Menschen. Homers letzter Wunsch ist ein Truthahnsandwich, danach wirft er die Affenhand aus dem Fenster, wo Flanders sie findet. Flanders bekommt vier neue Wünsche und lässt zuerst die Aliens verschwinden, danach wünscht er sich eine Burg anstatt seines Hauses. 2. Die Bart Zone (Barts Traum): Bart besitzt die Fähigkeit, Gedanken zu lesen und Dinge zu verändern. Wenn Springfields Einwohner böse Dinge denken, verwandelt Bart sie daraufhin in groteske Kreaturen. Dies hat zur Folge, dass alle Einwohner Angst vor Bart haben und sich in seiner Gegenwart immer bemühen, positive Gedanken zu haben. Schließlich verärgert aber Homer Bart und wird von ihm in einen Springteufel verwandelt. Marge bringt Homer und Bart zu dem Familienpsychologen Dr. Marvin Monroe, der vorschlägt, Vater und Sohn sollten viel Zeit miteinander verbringen. Sie folgen dem Rat und Bart verwandelt Homer zurück. 3. Homers Traum: Mr. Burns feuert Homer, benutzt Homers Gehirn aber für sein Roboter-Experiment, mit dem er den perfekten Angestellten kreieren will. Das Experiment misslingt und Homer erhält sein Gehirn zurück. Dann fällt allerdings der hirnlose Roboter auf Mr. Burns und verletzt ihn schwer. Damit Burns überlebt, näht Mr. Smithers den Kopf von Mr. Burns zusätzlich auf Homers Körper. Als Homer am nächsten Tag erwacht, ist er erleichtert, dass anscheinend alles in Ordnung ist. Als Homer allerdings in den Badezimmerspiegel blickt, sieht er Burns Kopf noch immer auf seinem Körper. Lisas Traum orientiert sich an der Kurzerzählung Die Affenpfote, Barts Traum ist der Twilight Zone Folge "It's a good Life" mit Bill Mumy nachempfunden, Homers Traum orientiert sich an den Frankenstein-Filmen. |           |                                 |                                   |                        |                                       |                           |                                                                            |        |
| 43 | 8         | Lisas Pony                      | Lisa’s Pony                       | 7. Nov. 1991           | 19. Jan. 1993                         | Carlos Baeza              | Al Jean & Mike Reiss                                                       | 8F06   |
| Weil Homer es nicht schafft, rechtzeitig ein Ersatzteil für Lisas Saxophon zu kaufen, kauft er ihr als Entschädigung ein Pony. Der ganze Unterhalt für das Pony kostet jedoch so viel, dass Homer eine zweite Stelle annehmen muss. Er arbeitet in der Nacht im Kwik-E-Markt, bis er vor Erschöpfung zusammenbricht. Schließlich entscheidet sich Lisa dazu, das Pony zurückzugeben. Gaststar: Frank Welker |           |                                 |                                   |                        |                                       |                           |                                                                            |        |
| 44 | 9         | Das Seifenkistenrennen          | Saturdays of Thunder              | 14. Nov. 1991          | 20. Jan. 1993                         | Jim Reardon               | Ken Levine & David Isaacs                                                  | 8F07   |
| Beim Nationalen Vaterschaftsinstitut lässt Marge Homer einen Test ablegen, um seine Fähigkeiten als Vater einzuschätzen. Homer versagt kläglich und schließt daraus, dass er ein miserabler Vater ist. Um dies zu ändern, besucht er einen Therapiekurs des Instituts. Da Bart an einem Seifenkistenrennen teilnehmen will, schlägt Homer vor – bestärkt durch die Gespräche beim Therapiekurs – die Seifenkiste zusammenzubauen. Bart zögert, die Hilfe anzunehmen, willigt aber ein, und zusammen bauen die beiden einen eher kläglichen Wagen. Bart gelangt bei der Vorausscheidung nicht einmal über die Ziellinie. Das Rennen gewinnt Schulstreber Martin Prince mit seinem eleganten, aerodynamischen Modell mühelos, verliert aber anschließend die Kontrolle und kracht in eine Mauer. Er bricht sich den Arm und kann beim Abschlussrennen gegen Nelson Muntz nicht antreten. Martin bittet Bart, für ihn zu starten, was Bart gerne annimmt. Homer fühlt sich allerdings verraten, da sein Sohn nicht mit seiner eigenen, gemeinsam gebauten Seifenkiste, sondern mit Martins antritt. Trotzdem macht Homer noch einmal den Vaterschaftstest, und da ihm die gemeinsame Zeit mit Bart beim Seifenkistenbau hilft, alle Fragen richtig zu beantworten, beeilt er sich, doch noch zum Rennen zu kommen, um Bart zuzusehen. Als Bart ihn unter den Zuschauer erkennt, kann er, angefeuert von Homer, an Nelson vorbeiziehen und das Rennen gewinnen. Als Bart auf die Tribüne blickt und erkennt, dass Homer zum Rennen gekommen ist, um ihn zu unterstützen, ertönt das Soundtrack-Hauptthema des Films "Der Unbeugsame (1984)". |           |                                 |                                   |                        |                                       |                           |                                                                            |        |
| 45 | 10        | Das Erfolgsrezept               | Flaming Moe’s                     | 21. Nov. 1991          | 21. Jan. 1993                         | Alan Smart & Rich Moore   | Robert Cohen                                                               | 8F08   |
| Die Geschäfte in Moes Taverne laufen so schlecht, dass Moe es sich nicht leisten kann, neues Bier zu kaufen. Homer mixt ihm daraufhin den “Flaming Homer”, eine Mischung aus zahlreichen Alkoholika, die mit Krusty’s Nicht Narkotischen Hustensaft angereichert wird und vor dem Genuss angezündet werden muss. Das Getränk ist ein Riesenerfolg und zieht Massen neuer Gäste an. Moe tauft den Drink “Flaming Moe” um und behauptet, das Rezept sei von ihm. Schon bald ist Moes Taverne der beliebteste Ort der Stadt. Die Rockband Aerosmith ernennt sie offiziell zu ihrer Lieblingskneipe. Homer ist jedoch der Meinung, dass er auch Anteil am Erfolg hat. Daher stellt er Moe zur Rede, der ihm sein Stück des Erfolges allerdings verwehrt. Schließlich bietet eine Restaurantkette namens Tipsy McStaggers Moe eine Million Dollar, wenn er ihnen den bisher unbekannten letzte Bestandteil seines Getränks verrät. Moe will das Geld gerade annehmen, da bekommt Homer einen Wutanfall und verrät in der vollen Bar das Geheimnis. Der abgesandte von Tipsy McStaggers zerreißt daraufhin den Vertrag. Ohne es Homer wirklich übelzunehmen, mixt Moe ihm einen “Flaming Homer” auf Kosten des Hauses. Collete, die Kellnerin, die von Moe eingestellt wird, um den Ansturm in der Bar zu bewältigen, sowie der Flaming Moe Song sind Anspielungen auf die US-Fernsehserie “Cheers”. Gaststar: Aerosmith |           |                                 |                                   |                        |                                       |                           |                                                                            |        |
| 46 | 11        | Kraftwerk zu verkaufen          | Burns Verkaufen der Kraftwerk     | 5. Dez. 1991           | 4. Feb. 1993                          | Mark Kirkland             | Jon Vitti                                                                  | 8F09   |
| Homer verkauft Anteile, die er von seinem Kraftwerk hält, für 25 Dollar, um sich davon Bier zu kaufen. Am gleichen Nachmittag kommen Gerüchte über einen angeblichen Verkauf des Kraftwerks auf. Der Kurs steigt dadurch sprunghaft an. Am nächsten Tag sind Homers Kollegen reich und Mr. Burns verkauft das Kraftwerk tatsächlich für 100 Millionen Dollar an eine deutsche Firma. Nach der Übernahme verliert Homer seinen Job und wird depressiv. Eines Abends, als er in Moes Taverne ein Bier trinkt, begegnet er Mr. Burns mit Smithers, die sich nach Burns' Rückzug aus der Geschäftswelt auf ein Bier treffen wollen. Homer ist respektlos und sagt seinem ehemaligen Chef deutlich, was er von ihm hält und Bart, der Homer nach Hause holen soll, tritt Burns auf den Fuß. Auch andere Gäste legen sich mit Burns an, der mit Smithers hastig aus der Bar flüchtet. Durch diesen Vorfall begreift Burns, dass man ihn nicht länger fürchtet, weil er mit seinem Kraftwerk auch seine Machtposition aufgegeben hat. Er entschließt sich, seine Firma zurückzukaufen. Die Deutschen haben inzwischen entdeckt, dass es sie weitere 100 Millionen Dollar kosten würde, das Kraftwerk halbwegs sicher zu machen. Burns einigt sich mit den Deutschen und sie sind schließlich einverstanden, ihm die Firma für nur 50 Millionen Dollar zurückzuverkaufen. Burns stellt Homer wieder ein, um sich zu einem späteren Zeitpunkt an ihm rächen zu können. Gaststar: Phil Hartman |           |                                 |                                   |                        |                                       |                           |                                                                            |        |
| 47 | 12        | Blick zurück aufs Eheglück      | I Married Marge                   | 26. Dez. 1991          | 28. Jan. 1993                         | Jeffrey Lynch             | Jeff Martin                                                                | 8F10   |
| Homer erzählt über Barts Geburt, wie er Marge heiratete und über seinen neuen Job im Atomkraftwerk. |           |                                 |                                   |                        |                                       |                           |                                                                            |        |
| 48 | 13        | Wer anderen einen Brunnen gräbt | Radio Bart                        | 9. Jan. 1992           | 1. Feb. 1993                          | Carlos Baeza              | Jon Vitti                                                                  | 8F11   |
| Bart feiert Geburtstag in einem Restaurant und bekommt unter anderem ein “Superstar-Celebrity-Mikrofon” geschenkt, das Töne an UKW-Radios senden kann. Um der Stadt einen Streich zu spielen, wirft er ein kleines Radio in ein Brunnenloch in der Innenstadt, nennt sich “Timmy O’Toole” und ruft um Hilfe. Nach kurzer Zeit hat sich eine beachtliche Menschenmenge um den Brunnen versammelt und die Medien berichten live. Die Menge beginnt sich Sorgen zu machen, als klar wird, dass kein Retter durch die schmale Öffnung passt. Krusty organisiert ein Benefizprojekt und produziert zusammen mit Sting ein Musikvideo mit dem Titel “We are sending our Love down the Well”, um Geld für Timmys Rettung aufzutreiben. Dann entdeckt jedoch Lisa Barts Streich und warnt ihn, dass er damit nicht durchkommen wird. Bart lacht zunächst noch über die Warnung, doch dann fällt ihm ein, dass er einen Aufkleber auf das Radio geklebt hat, auf dem “Eigentum vor Bart Simpson” steht. Den Aufkleber hatte er mit einer Etikettiermaschine hergestellt – einem weiteren Geburtstagsgeschenk. Als er nachts in den Brunnen klettern will, um das Radio zu bergen, wird das Seil von einem Wache stehenden Polizisten aus Versehen gelöst und Bart fällt in den Brunnen, wo er nun tatsächlich festsitzt. Bart gibt gegenüber den Polizisten Lou und Eddie zu, dass er Timmy O’Toole ist und das Ganze nur ein Scherz sein sollte. Als die Einwohner von Barts Streich erfahren, beschließen sie, ihn im Brunnen zu lassen. Nur Homer hört Barts weinen und beginnt auf eigene Faust zu graben. Andere schließen sich ihm an und schließlich gelingt es den Einwohnern mit Sting gemeinsam, Bart zu befreien. Krustys Benefiz-Projekt ist inspiriert von “USA for Africa”, der Song “We are sending our Love down the Well” ist entsprechend inspiriert von “We are the World” von 1985. Gaststar: Sting |           |                                 |                                   |                        |                                       |                           |                                                                            |        |
| 49 | 14        | Der Wettkönig                   | Lisa the Greek                    | 23. Jan. 1992          | 25. Jan. 1993                         | Rich Moore                | Jay Kogen & Wallace Wolodarsky                                             | 8F12   |
| Homer verbringt mehr Zeit mit Lisa, weil diese Footballereignisse genau vorhersagen kann, bis sie bemerkt, dass er sie nur für seine Sportwetten ausnutzt. Als Homer sie fragt, wer das Endspiel gewinnen wird, ist sie sich nicht sicher, ob sie so wütend auf ihn ist, dass sie unbewusst seine Wettniederlage will. Sie sagt, wenn sie ihren Vater noch liebt, wird Washington gewinnen, andernfalls Buffalo. Da Washington das Finale gewinnt, wissen Homer und Lisa, dass sie ihn liebt. |           |                                 |                                   |                        |                                       |                           |                                                                            |        |
| 50 | 15        | Wenn Mutter streikt             | Homer Alone                       | 6. Feb. 1992           | 3. Feb. 1993                          | Mark Kirkland             | David M. Stern                                                             | 8F14   |
| Nach einem furchtbaren Tag voller Familienstress, Besorgungen, langer Schlangen und endloser Staus verliert Marge schließlich ihre sonstige Gelassenheit. Sie hält mit ihrem Wagen auf der Springfield-Brücke und blockiert den Verkehr in beiden Richtungen. Es kommt zu langwierigen Verhandlungen zwischen ihr und er Polizei, bis Homer schließlich auf der Brücke eintrifft und mit ihr spricht. Marge steigt aus und wird auf der Stelle verhaftet. Um auf diesem Weg auf die Überarbeitung von Hausfrauen aufmerksam zu machen, weil er um die Stimmen der Wählerinnen fürchtet, lässt Bürgermeister Quimby sie allerdings wieder frei. Marge sieht eine Fernsehwerbung für die “Rancho Relaxo” Ferienanlage und beschließt, allein dort Urlaub zu machen. Sie lässt Maggie bei Homer und Bart und Lisa bei ihren Schwestern Patti und Selma zurück und steigt in den Zug, um sich endlich mal zu entspannen. Marge genießt die Ferienanlage in vollen Zügen, während Bart und Lisa versuchen, bei ihren Tanten zu überleben. Zuhause ist Homer mit der kleinen Maggie vollkommen überfordert. Mitten in der Nacht kriecht Maggie aus dem Bett, um nach ihrer Mutter zu suchen. Am nächsten Morgen durchsucht Homer das ganze Haus nach ihr, bleibt aber erfolglos. Als er zum Bahnhof fahren will, um Marge abzuholen, taucht Polizei Chief Wiggum mit Maggie auf. Marge wird abgeholt und die Familie schwört ihr, sie in Zukunft mehr zu unterstützen, wenn sie dafür verspricht, sie nie wieder allein zu lassen. Gaststar: Phil Hartman |           |                                 |                                   |                        |                                       |                           |                                                                            |        |
| 51 | 16        | Die Kontaktanzeige              | Bart the Lover                    | 13. Feb. 1992          | 26. Jan. 1993                         | Carlos Baeza              | Jon Vitti                                                                  | 8F16   |
| Bart spielt seiner Lehrerin Ms. Krabappel einen Streich und schreibt ihr unter dem Decknamen „Woodrow“ Liebesbriefe. Er benutzt dazu den Vornamen des US-Präsidenten Woodrow Wilson und ein Bild des Eishockey-Spielers Gordie Howe. Am Ende fühlt er sich aber schuldig und versucht mit der Familie eine Lösung zu finden. |           |                                 |                                   |                        |                                       |                           |                                                                            |        |
| 52 | 17        | Der Wunderschläger              | Homer at the Bat                  | 20. Feb. 1992          | 2. Feb. 1993                          | Jim Reardon               | John Swartzwelder                                                          | 8F13   |
| Beim ersten Spiel der Softball-Saison gerät das Team des Springfielder Atomkraftwerks gleich in Rückstand. Da betritt Homer das Spielfeld mit seinem selbstgeschnitzten Schläger – und holt den Sieg. Das Team bleibt in der Saison ungeschlagen und steht im Finale schließlich der Mannschaft aus Shelbyville gegenüber. Mr. Burns wettet mit Ari Amadopolis, dem Besitzer des Kernkraftwerks von Shelbyville, um eine Million Dollar, dass sein Team den Sieg davonträgt. Um sicherzustellen, dass er am Ende tatsächlich als Sieger dasteht, engagiert Burns neun Spieler aus dem amerikanischen Major League Baseball (unter anderem Darryl Strawberry), die er zur Tarnung im Kraftwerk einstellt. Einen Tag vor dem Spiel geraten jedoch alle Spieler bis auf einen in Zwischenfälle, die ihre Teilnahme am Finale verhindern. Daraufhin ist Burns gezwungen, mit den richtigen Angestellten an den Start zu gehen. Nur Homer muss auf der Bank bleiben. Erst als beide Mannschaften gleichauf sind und es auf das Ende des neunten Innings zugeht, schickt Burns Homer auf das Feld. Gleich der erste Pitch trifft Homer, der ohnmächtig wird und damit einen Homerun ermöglicht, der zum Sieg führt. Seine Kollegen tragen den immer noch bewusstlosen Homer als ihren Helden durch das Stadion. Homer schnitzt seinen “Wunderschläger” aus einem Baum der vom Blitz getroffen wurde, genau wie der Roy Hobbs in dem Film “Der Unbeugsame (1984)”. Gaststar: Wade Boggs, José Canseco, Roger Clemens, Ken Griffey junior, Don Mattingly, Steve Sax, Mike Scioscia, Ozzie Smith, Terry Cashman und Darryl Strawberry |           |                                 |                                   |                        |                                       |                           |                                                                            |        |
| 53 | 18        | Der Eignungstest                | Separate Vocations                | 27. Feb. 1992          | 27. Jan. 1993                         | Jeffrey Lynch             | George Meyer                                                               | 8F15   |
| Weil ein Eignungstest besagt, dass Lisa Hausfrau und Bart Polizist werden sollte, bekommt Bart den Job als Schulaufsicht – Lisa fängt an zu rebellieren und versteckt daraufhin die Lehrerschulbücher mit sämtlichen Lösungen. Bart soll nun den Übeltäter ausfindig machen. Er findet die Bücher in Lisas Spind, nimmt die Schuld aber auf sich. Lisa wird daraufhin wieder eine gute Schülerin und spielt Saxophon für Bart, der nachsitzen muss. Gaststar: Steve Allen |           |                                 |                                   |                        |                                       |                           |                                                                            |        |
| 54 | 19        | Auf den Hund gekommen           | Dog of Death                      | 12. März 1992          | 8. Feb. 1993                          | Jim Reardon               | John Swartzwelder                                                          | 8F17   |
| Ganz Springfield ist im Lottofieber. Daher bemerkt auch niemand von der Familie Simpson, dass der Familienhund Knecht Ruprecht ernsthaft erkrankt ist. Während die Familie die Ziehung der Lottozahlen im Fernsehen verfolgt, bricht der Hund zusammen. Sie bringen ihn eilig ins Krankenhaus, wo sie erfahren, dass ihn nur eine 750 Dollar teure Operation retten kann. Die Simpsons haben das Geld nicht, aber als Knecht Ruprecht Homer ableckt, beschließen sie, das Geld irgendwie aufzutreiben. Jeder in der Familie muss etwas opfern, damit der Betrag zusammenkommt. Homer gibt das Biertrinken auf und Marge kocht günstigen Eintopf. Die Operation ist ein voller Erfolg und Knecht Ruprecht kommt wieder auf die Beine. Die Simpsons sind allerdings gezwungen, weiterhin asketisch zu leben, und lassen den Frust darüber an ihrem Hund aus. Eines Nachts, nachdem Homer versehentlich das Gartentor offen gelassen hat, schleicht sich Knecht Ruprecht davon. Die von Schuldgefühlen geplagte Familie macht sich auf die Suche nach ihm. Knecht Ruprecht wird von einem Hundefänger geschnappt und ins Tierheim gebracht. Dort entdeckt ihn Mister Burns, der ihn mit in seine Villa nimmt, um aus ihm mittels einiger Umerziehungsmaßnahmen einen Wachhund zu machen. Als Bart Burns’ Grundstück auf der Suche nach seinem Hund betritt, lässt dieser seine Meute Wachhunde los. Knecht Ruprecht erinnert sich aber an Bart und rettet ihn vor den anderen Hunden. Bart nimmt Knecht Ruprecht mit nach Hause, wo ihn alle willkommen heißen und sich mit ihm versöhnen. Burns verpasst Knecht Ruprecht eine Gehirnwäsche, um ihn als Wachhund abzurichten, indem er ihn einsperrt, seine Augen gewaltsam offen hält und ihn zwingt, Filme anzusehen, die ein Hund furchtbar finden muss – eine Reminiszenz an Stanley Kubricks Klassiker A Clockwork Orange. |           |                                 |                                   |                        |                                       |                           |                                                                            |        |
| 55 | 20        | Homer auf Abwegen               | Colonel Homer                     | 26. März 1992          | 9. Feb. 1993                          | Mark Kirkland             | Matt Groening                                                              | 8F19   |
| Die Simpsons gehen ins Kino. Homer und Marge sehen sich Eine Stockholmer Affäre an, während Bart und Lisa einen Monsterfilm sehen. Homer verrät dem Publikum das Ende und wird dafür ausgebuht, was Marge peinlich ist. Als sie Homer auffordert, den Mund zu halten, klatschen die Leute Beifall, was wiederum Homer peinlich ist. Er bringt Marge und die Kinder nach Hause und geht noch in die Country Bar “Beer’N’Brawl”, in der die attraktive Kellnerin Lurleen Lumpkin ein trauriges Country-Liebeslied singt. Einige Tage später geht ihm Lurleens Lied immer noch nicht aus dem Kopf und er fährt erneut zur Country Bar. Er bietet Lurleen an, mit ihr zu einer Aufnahmekabine im Supermarkt zu fahren. Dort hört einer der Angestellten das Lied und will es im Lokalradio spielen lassen. Das Lied wird ein Riesenerfolg und Homer wird Lurleens Manager. Er geht mit ihr auf eine Tournee und verbringt viel Zeit mit ihr und vernachlässigt seine Frau, worauf Marge eifersüchtig wird. Lurleen hat sich unterdessen in Homer verliebt und will eine Nacht mit ihm verbringen, aber Homer bekommt Schuldgefühle und verlässt sie. Homer hat begriffen, dass Marge die Frau ist, die er liebt und überlässt den Vertrag mit Lurleen für 50 Dollar einem Musikmanager. Danach kehrt er zurück zu Frau und Familie. Marge und Homer sehen einen Fernsehauftritt von Lurleen, in dem sie darüber singt, wie viel Glück Marge hat. Als Homer Spittle County betritt, kommt er an einem Kind vorbei, dass auf einer Veranda Banjo spielt – eine ähnliche Szene gibt es in dem Action-Drama “Deliverance” – deutsch “Beim Sterben ist jeder der Erste”. Gaststar: Beverly D’Angelo |           |                                 |                                   |                        |                                       |                           |                                                                            |        |
| 56 | 21        | Bis dass der Tod euch scheidet  | Black Widower                     | 9. Apr. 1992           | 10. Feb. 1993                         | David Silverman           | Fernsehdrehbuch: Jon Vitti Handlung: Sam Simon & Thomas Chastain           | 8F20   |
| Als Selmas Brieffreund aus dem Gefängnis entlassen wird, lädt sie ihn zu den Simpsons ein, um ihn der Familie vorzustellen. Bart ist entsetzt, als sich herausstellt, dass Selmas neuer Freund sein Todfeind Tingeltangel-Bob ist, der gerade begnadigt wurde (siehe 1. Staffel, Folge 12). Bob behauptet allerdings, durch seine Haft geläutert zu sein und das Leben jetzt viel positiver zu sehen. In der Folge wird er gesellschaftlich rehabilitiert – so tritt er zur Versöhnung mit Krusty in seiner Show “Telethon for Motion Sickness” (Telemarathon für die Opfer von Reisekrankheit) auf – aber Bart traut im nicht. Erst recht nicht, als Tingeltangel-Bob seiner Tante Selma einen Heiratsantrag macht. Trotz Barts Einwänden heiratet Selma Tingeltangel-Bob und schickt der Familie ein Video von der Hochzeitsreise. Bart sieht, wie sich Tingeltangel-Bob seiner neuen Frau hingebungsvoll widmet. Selma scheint eine glückliche Ehefrau zu sein, aber Bart wird den Eindruck nicht los, dass etwas nicht stimmt. Er ahnt, dass Bob etwas plant und fährt mit der Polizei direkt zu dem Hotel. Sie kommen gerade noch rechtzeitig, um Selma vor ihrem Ehemann zu retten. Bart erklärt Tingeltangel-Bob und Chief Wiggum, wie er hinter Bobs Plan gekommen ist: Auf dem Video verlangt Bob wiederholt ein Zimmer mit Gaskamin. Das bereitet Bart Sorgen, da Selma bei einem Unfall mit Feuerwerkskörpern in ihrer Kindheit ihren Geruchssinn verloren hat. Sie würde Gasgeruch im Zimmer daher nicht bemerken. Bob hätte also das Gas unbemerkt aufdrehen können, so dass Selma in die Luft fliegt, wenn sie sich nach dem Essen während ihrer Lieblingsserie “MacGyver” ihre gewohnte Zigarette anzünden würde – Bob hätte dadurch ihre gesamten Ersparnisse erhalten. Als die Polizei Bob abführt, schwört er, dass er zurückkommen wird. Krustys “Telethon for Motion Sickness” ist eine Parodie auf die Wiedervereinigung von Jerry Lewis und Dean Martin bei einem “Jerry’s Labour Days” Telethon, bei dem live um Spenden per Telefon gebeten wird und Prominente die Anrufe der Spender entgegennehmen. Gaststar: Kelsey Grammer |           |                                 |                                   |                        |                                       |                           |                                                                            |        |
| 57 | 22        | Der Fahrschüler                 | The Otto Show                     | 23. Apr. 1992          | 11. Feb. 1993                         | Wes Archer                | Jeff Martin                                                                | 8F21   |
| Bart darf mit Milhouse zu einem Konzert der Heavy-Metal-Band Spinal Tap gehen. Während des Konzerts in der Eishalle von Springfield kommt es zu einer Massenschlägerei. Im Anschluss verkündet Bart, dass er ebenfalls Heavy-Metal-Musiker werden will. Homer und Marge unterstützen sein musikalisches Interesse und kaufen ihm eine Gitarre. Doch Bart bekommt das Instrument trotz intensiven Übens nicht in den Griff. Als Bart seine Gitarre mit in den Schulbus nimmt, hält Schulbusfahrer Otto extra an, um darauf zu spielen. Schließlich bemerkt er, dass er die Kinder zu spät zum Unterricht bringen wird und rast mit dem Bus in Richtung Schule, baut aber vorher einen Unfall. Durch den Unfall findet Rektor Skinner heraus, dass Otto gar keinen Führerschein besitzt und suspendiert ihn. Otto will den Führerschein nachmachen, fällt jedoch durch die Prüfung, weil er Patty, die in der Springfielder Führerscheinstelle arbeitet, beleidigt. Ohne Arbeit und Geld fliegt Otto aus seinem Apartment. Bart findet ihn zufällig in einem Müllcontainer und fühlt sich für sein Schicksal verantwortlich. Er bietet ihm an in der Garage der Simpsons zu wohnen. Otto fühlt sich dort sehr wohl, aber Homer gefällt die Situation nicht, weshalb er Otto kurzerhand rauswirft. Marge schlägt vor, Otto solle die Führerscheinprüfung wiederholen aber erst als Homer ihn beleidigt, entscheidet sich Otto, es noch einmal zu versuchen, damit er Homer den Führerschein an die Stirn nageln kann. Als Patty herausfindet, dass Otto Homer nicht leiden kann, sorgt sie dafür, dass Otto die Fahrprüfung besteht und Otto bekommt seinen Job wieder. Gaststars: Christopher Guest und Michael McKean |           |                                 |                                   |                        |                                       |                           |                                                                            |        |
| 58 | 23        | Liebe und Intrige               | Bart’s Friend Falls in Love       | 7. Mai 1992            | 15. Feb. 1993                         | Jim Reardon               | Jay Kogen & Wallace Wolodarsky                                             | 8F22   |
| Die Episode beginnt mit einer Szene, die den Abenteuerfilm “Jäger des verlorenen Schatzes” parodiert: Bart stiehlt Homers Kleingeldglas und flieht vor ihm, bis er sich schließlich unter dem sich schließenden Garagentor durchzwängen kann und gerade noch seine Mütze nachholt. Er entkommt schließlich, indem er auf den vorbeifahrenden Schulbus aufspringt. In der eigentlichen Episodenhandlung zieht ein neues Mädchen, Samantha Stanky, in die Nachbarschaft und kommt in die Klasse von Bart und Milhouse. Nach der Schule bringt Milhouse sie begeistert nach Hause. Später am Nachmittag ist Bart sehr irritiert, als Milhouse Samantha mit ins Baumhaus bringt. Er klettert nach unten, um für sie einige Mädchen-Comics aus Lisas Zimmer zu holen. Als er zurückkommt, sieht er entsetzt, dass Milhouse und Samantha sich küssen. Lisa macht sich währenddessen Sorgen um Homers Übergewicht, das seine Gesundheit ernsthaft gefährden könnte. Sie überredet Marge, Kassetten zu bestellen, deren Inhalt das Unterbewusstsein beeinflussen und Homer helfen sollen, Gewicht zu verlieren. Allerdings werden ihnen unbemerkt Kassetten zum Erweitern des Wortschatzes zugeschickt. Homer legt die Kassette vor dem Einschlafen ein – als er wieder aufwacht, drückt er sich plötzlich sehr gebildet aus. Bart ist unterdessen enttäuscht, weil Milhouse und Samantha ihre Zeit nur noch gemeinsam verbringen. Er fühlt sich ausgeschlossen und so verrät er Samanthas Vater, dass die beiden eine Beziehung haben. Der verbietet Samantha Milhouse wiederzusehen und schickt sie auf eine katholische Schule, die von kanadischen Nonnen geführt wird. Homer, der nach zwei Wochen mit den Vokabelkassetten 13 Pfund zugenommen hat, wirft sie schließlich weg. Seine Wortgewandtheit schwindet schnell – er hat Schwierigkeiten, sich an einfachste Worte zu erinnern. Bart gesteht Milhouse, das er ihn verpetzt hat. Daraufhin prügeln sich die beiden und besuchen dann Samantha in ihrer Schule St. Sebastian, wo sich Bart entschuldigt und Milhouse und Samantha sich zum letzten Mal küssen. Gaststar: Kimmy Robertson |           |                                 |                                   |                        |                                       |                           |                                                                            |        |
| 59 | 24        | Der vermisste Halbbruder        | Brother, Can You Spare Two Dimes? | 27. Aug. 1992          | 7. Apr. 1994                          | Rich Moore                | John Swartzwelder                                                          | 8F23   |
| Bei einer medizinischen Routineuntersuchung im Kernkraftwerk stellt sich heraus, dass Homers Spermienanzahl sowie ihre Qualität durch radioaktive Strahlung gesunken ist. Mr. Burns’ Anwälte befürchten eine Schadensersatzklage und schlagen vor, Homer eine gewisse Summe zu zahlen, wenn er seine Ansprüche fallen lässt. Um Homer dazu zu bringen 2000 Dollar anzunehmen und das Papier zu unterschreiben, behauptet Burns, es sei das Preisgeld für den frei erfundenen “Ersten Jährlichen Montgomery Burns Preis für Herausragende Leistungen auf dem Gebiet der Exzellenz”. Währenddessen sucht Homers Halbbruder Herb, der, seit er Homer die Entwicklung eines neuen Automobils seiner Firma anvertraut hat, obdachlos ist, nach einem Geldgeber für seine neue Erfindung, den sog. Baby-Dolmetscher. Durch eine Anzeige in der Zeitung sieht Herb, dass sein Bruder 2000 Dollar gewonnen hat. So reist er nach Springfield um ihn dort nach langer Abwesenheit aufzufinden. Der Vater der beiden, Abe, hatte Herb früher in einem Waisenhaus abgegeben. Er erinnert die Familie daran, dass Homer für seine finanzielle Misere und seinen sozialen Abstieg verantwortlich ist und bittet sie um 2000 Dollar, damit er damit seinen Baby-Dolmetscher bauen kann. Mit dieser Erfindung kann man das Gebrabbel eines Babys in verständliche Sprache übersetzen. Obwohl Homer eigentlich den elektrischen Massagestuhl “Spine Melter 2000” von seinem Gewinn kaufen will, gibt er Herb das Geld und die Erfindung wird ein Bombenerfolg. Der wieder reich gewordene Herb zahlt Homer die 2000 Dollar zurück und beschenkt die Familie. Bart bekommt eine Mitgliedschaft in der National Rifle Association, Marge erhält eine Waschmaschine mit Trockner und Homer den Liegesessel. Schließlich vergibt Herb Homer, dass er ihn damals ruiniert hat. Gaststars: Danny DeVito und Joe Frazier |           |                                 |                                   |                        |                                       |                           |                                                                            |        |

## Rezeption

### Kritik
2003 veröffentlichte Entertainment Weekly eine Liste mit den 25 beliebtesten Simpsons-Episoden und platzierte dabei Der Wunderschläger, Das Erfolgsrezept und Wer anderen einen Brunnen gräbt auf die Plätze 15, 16 und 20. IGN.com erstellte eine Übersicht, in der die aus Sicht der Redaktion besten Gastauftritte aufgelistet sind. Dabei legten sie den Auftritt Aerosmiths auf Platz 24, Christopher Guest und Michael McKean auf Platz 18, die Baseballspieler auf Platz 17, Jon Lovitz auf Platz 8 und Michael Jackson auf Platz 5. Später gab IGN bekannt, dass die Folge Das Erfolgsrezept die beste der dritten Staffel sei. Chris Turner, Autor des Buches Planet Simpson glaubt, dass die dritte Staffel der Anfang des goldenen Zeitalters der Simpsons markierte und legte sich dabei besonders auf die Folge Der Wunderschläger fest.
Thomas Ays von moviesection.de merkte an:

„„Die Simpsons“ haben auch in ihrem dritten Jahr nichts von ihrem Biss und ihrer Gesellschaftskritik verloren. Noch immer hauen sie mächtig drauf und veräppeln alles, was nicht bei drei auf sämtlichen Springfielder Bäumen sitzt. Dabei wird vor allem im dritten Jahr deutlich, dass die Serie für Kinder absolut nicht geeignet ist. Vor allem die Halloween-Folge „Albträume“ setzt da neue Maßstäbe.“

### Auszeichnungen
Bei den Auszeichnungen war 1992 das erfolgreichste Jahr für die Simpsons. Die Serie wurde insgesamt sechsmal mit dem Emmy in der Kategorie Outstanding Voice-Over Performance ausgezeichnet:
- Nancy Cartwright als Bart Simpson in Der Eignungstest
- Dan Castellaneta als Homer Simpson in Lisas Pony
- Julie Kavner als Marge Simpson in Blick zurück aufs Eheglück
- Jackie Mason als Rabbi Hyman Krustofski in Der Vater eines Clowns
- Yeardley Smith als Lisa Simpson in Der Wettkönig
- Marcia Wallace als Edna Krabappel in Die Kontaktanzeige

Des Weiteren erhielt die Serie Emmy-Nominierungen in den Kategorien Outstanding Animated Program (Episode: Wer anderen einen Brunnen gräbt), Outstanding Individual Achievement in Music Composition for a Series (Alf Clausen) und Outstanding Individual Achievement in Sound Mixing for a Comedy Series or a Special (Brad Brock, Peter Cole, Anthony D'Amico und Gary Gegan für Alpträume). Zusätzlich wurden die Simpsons mit einem Annie Award in der Kategorie Best Animated Television Production ausgezeichnet, für einen Environmental Media Award und den People’s Choice Award nominiert.

## DVD-Veröffentlichung
Die komplette dritte Staffel wurde als DVD-Box von 20th Century Fox in den Vereinigten Staaten am 26. August 2003 veröffentlicht. In Deutschland und Österreich war die Box ab dem 18. Oktober 2003 im Handel erhältlich. Neben allen Episoden enthält die DVD Bonusmaterial wie Kommentare zu jeder Episode.